# Новопетровка (Бердянский район)
Новопетро́вка (укр. Новопетрівка) — село,
Осипенковская территориальная громада,
Бердянский район,
Запорожская область,
Украина.
Код КОАТУУ — 2320684501. Население по переписи 2001 года составляло 2161 человек.
Входит в состав Осипенковской территориальной громады. 
Ближайшие населенные пункты:  село Старопетровка (1 км на север), село Осипенко (6 км на север), город Бердянск границы которого начинаются в 6 км западнее от Новопетровки, село Куликовское (18 км на восток),  с юга село омывается Азовским морем. До оккупации, ежегодно, в летние месяцы сюда приезжали тысячи отдыхающих, чтобы отдохнуть на берегу Азовского моря.

## Географическое положение
Село Новопетровка находится на левом берегу реки Берда в месте впадения её в Белосарайский залив Азовского моря,
выше по течению на расстоянии в 1 км расположено село Старопетровка.
Река в этом месте извилистая, образует озёра. Также Новопетровку омывает берег Азовского моря.

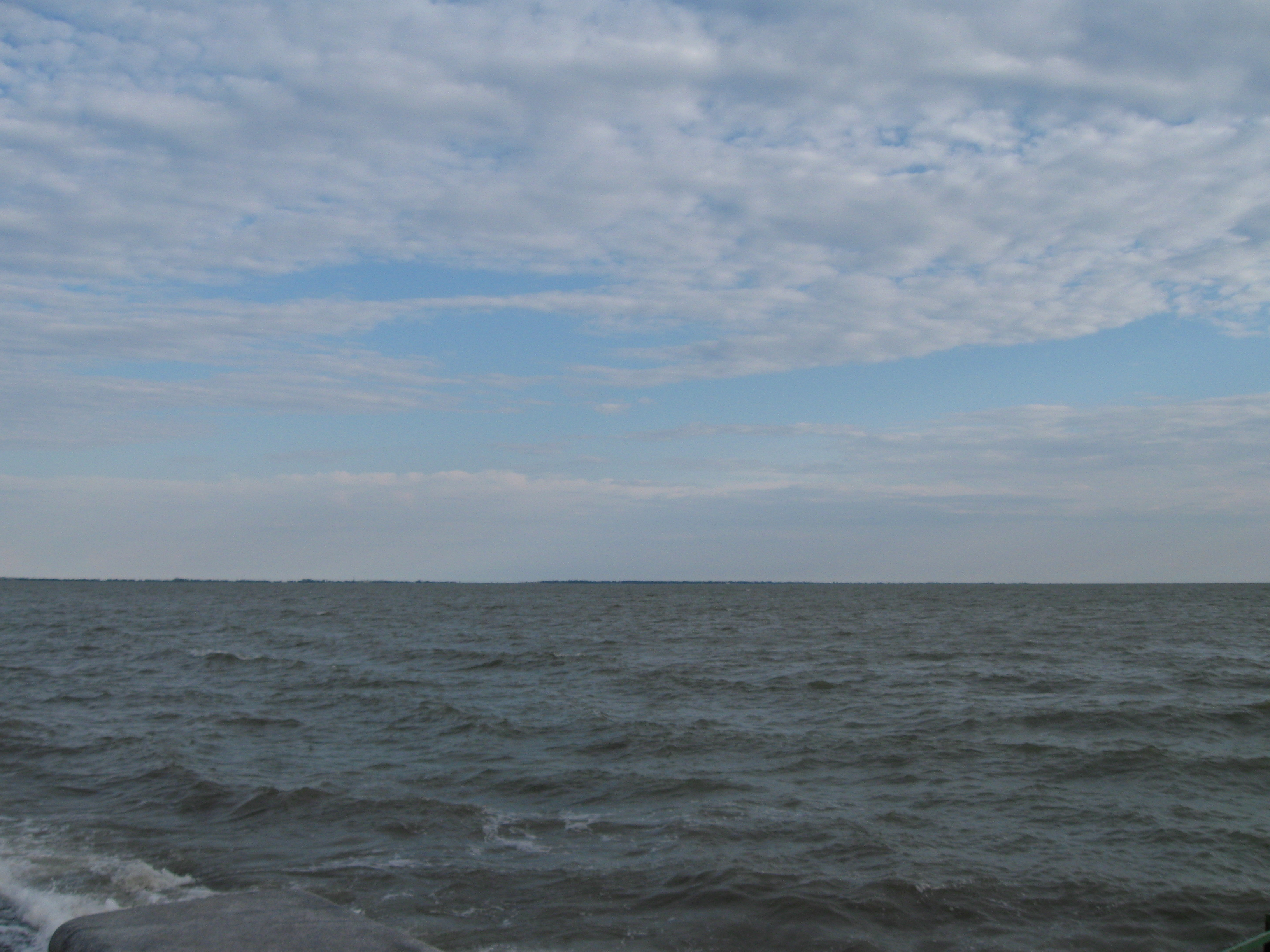
Азовское море

## История

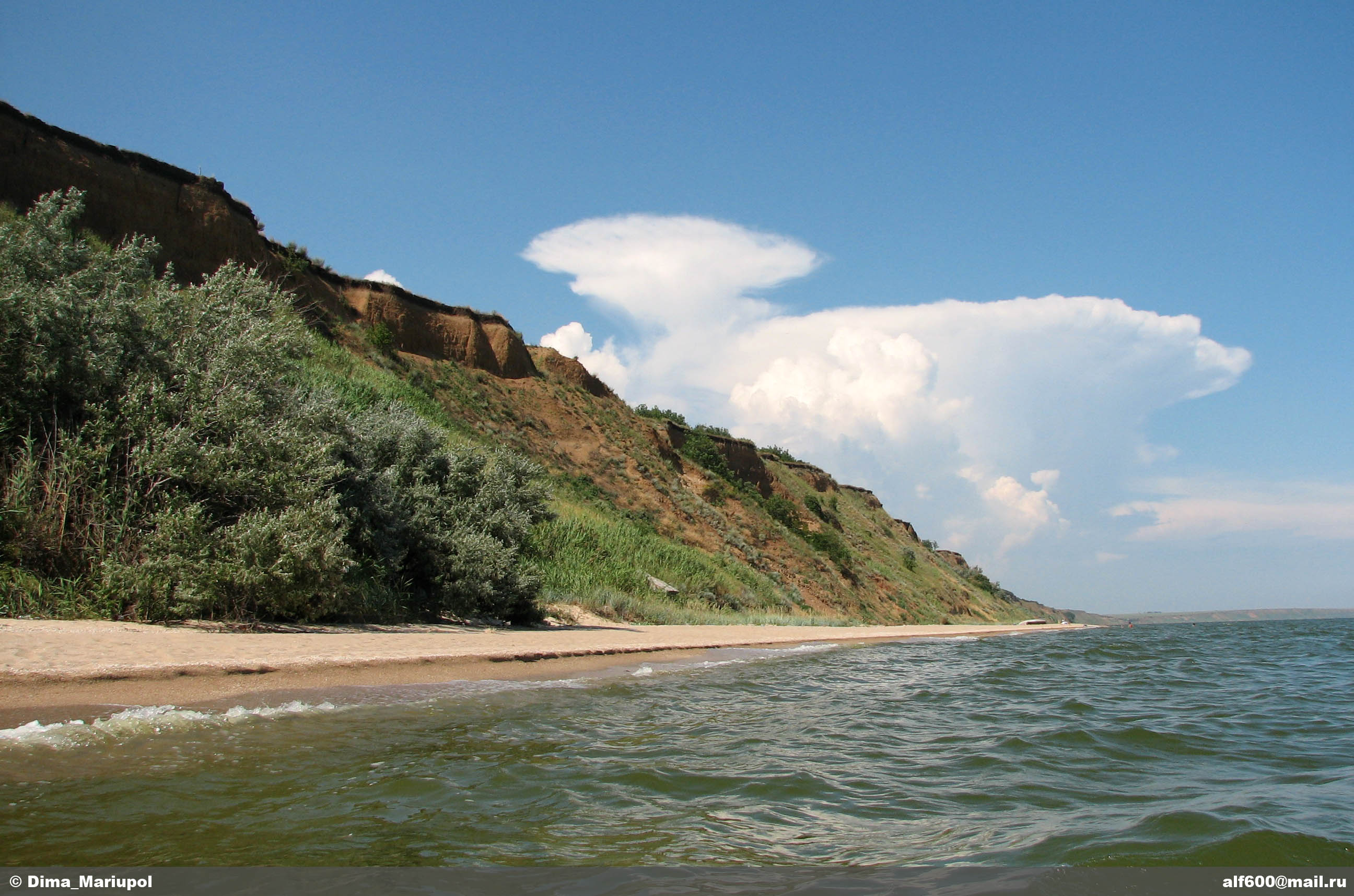
Под Новопетровкой

В 1770—1774 годах в этих краях была построена Петровская крепость Днепровской оборонной линии.
Своё название крепость получила в честь Петра Румянцева — генерал-губернатора Малороссии. 
В 1775 году недалеко от крепости был построен деревянный причал, который выходил в море на 25 метров. В это время от Петровской крепости расходились государственные почтовые пути на север, восток и запад.
До открытия Бердянского морского порта причал Петровской крепости активно использовался как морской порт Северного Приазовья.
Позже, в 1829 году, в Петровской крепости поселилось много казаков Задунайского коша, вернувшихся из Турции в Россию. Их атаманом был Осип Гладкий. Император Николай I выделил казакам земли в Северном Приазовье за помощь в войне против Турции. Именно эти казаки, вернувшиеся из-за Дуная, дали начало Азовскому казачеству.
В селе Старопетровском была Георгиевская церковь — тоже каменная, с деревянными куполами и колокольней. 
В 1854 году, в период Крымской войны, крепость была подвергнута жестокому нападению французской эскадры, прорвавшейся в Азовское море. Гарнизон крепости, который состоял из казаков Азовского казачьего войска, выдержал мощный артиллерийский обстрел и сбросил французский десант в море. Это был единственный случай в истории Петровской крепости, когда её использовали по назначению.
В 1865 году Петровская крепость и Азовское казацкое войско были ликвидированы. Азовское море стало внутренним водоёмом Российской империи, и необходимость в его защите отпала.
После открытия 1 июля 1830 года Бердянского морского порта пристань Петровской крепости использовалась мало. Позже она вообще была разрушена. А после ликвидации крепости село Новопетровское утратило свое стратегическое значение и превратилось в заштатное поселение.
Гражданское население селилось стороне от крепости, на месте нынешней Старопетровки. Следует сказать, что с момента основания это поселение также называлось Петровским.
Поселение, которое образовалось на месте крепости, стало называться Новопетровским, а Петровское — Старопетровским. Население Петровки пополнялось за счет крестьян Черниговской, Полтавской, Курской губерний. Бывшая казацкая станица превратилась в обычное село.
События революции 1905 года нашли отклик и в Новопетровке. Далее село переходило из рук в руки, власть менялась чуть ли не ежемесячно. 
В марте 1918 г. дроздовцы овладели селом. Председателя сельсовета Л. Г. Жигулу расстреляли. 
В середине декабря 1920 г. махновцы казнили весь сельский актив ревкома. Ревкомовцы похоронены в братской могиле, на которой установлен памятник.
Как в Новопетровке, так и в Старопетровке уже в 1922 году была подключена электроэнергия. 
В годы Великой Отечественной войны электросеть в Новопетровке была разрушена и полностью восстановлена только в 1962 году.
В 1923 году в Новопетровке были организованы партийные и комсомольские ячейки. 
В 1924 г. в Новопетровке была создана коммуна «Новый клин». 
Также в 1920-х годах в Новопетровке были организованы первые колхозы, которые назывались «Большевик», «Женщины к социализму», имени Крупской. 
В 1930-х годах на территории Новопетровки был организован колхоз «Красный маяк», а также рыбколхоз «Красный». Колхоз «Правда» был организован в 1930-х годах. До войны в Новопетровке, кроме рыбколхоза «Красный», действовали и другие организации московского подчинения. Их так и называли «Моско». 
Коллективизация в Новопетровке была завершена в 1932 году.
В 1941 году мирный труд жителей Новопетровки прервала война. В армию ушло 736 человек, 317 из них погибли, 259 были награждены орденами и медалями.
8 октября 1941 г. село было оккупировано фашистами. В Бухенвальд вывезли 111 сельчан. 
Счастливый день освобождения пришёл 16 сентября 1943 года, когда части 130‑й стрелковой дивизии 22-й армии Южного фронта полковника Сычёва освободили село от фашистов. При этом погибло 38 бойцов, они похоронены в братских могилах в Старопетровке и Куликовском.
В начале 1959 года все колхозы были объединены в одно хозяйство — колхоз «Россия». В хозяйстве было развито производство зерна, мяса, молока.
- 1770 год — дата основания как село Петровское в связи с сооружением Петровской крепости Днепровской укрепленной линии.
- В 1865 году переименован в село Новопетровское.
- В 1917 году переименован в село Новопетровка.

## Экономика
- ЧП Агрофирма «Россия».
- Усадьба «Петровская гавань».
- Детский лагерь «Весна».
- Пансионат «Новопетровка».

## Объекты социальной сферы
- Школа.
- Детский сад.
- Дом культуры.

## Братская могила советских воинов

### Известные люди
- Сиренко, Владимир Иванович — украинский поэт и прозаик.
- Стельмаченко Денис Игоревич — бизнесмен, предприниматель, олигарх

## Примечания

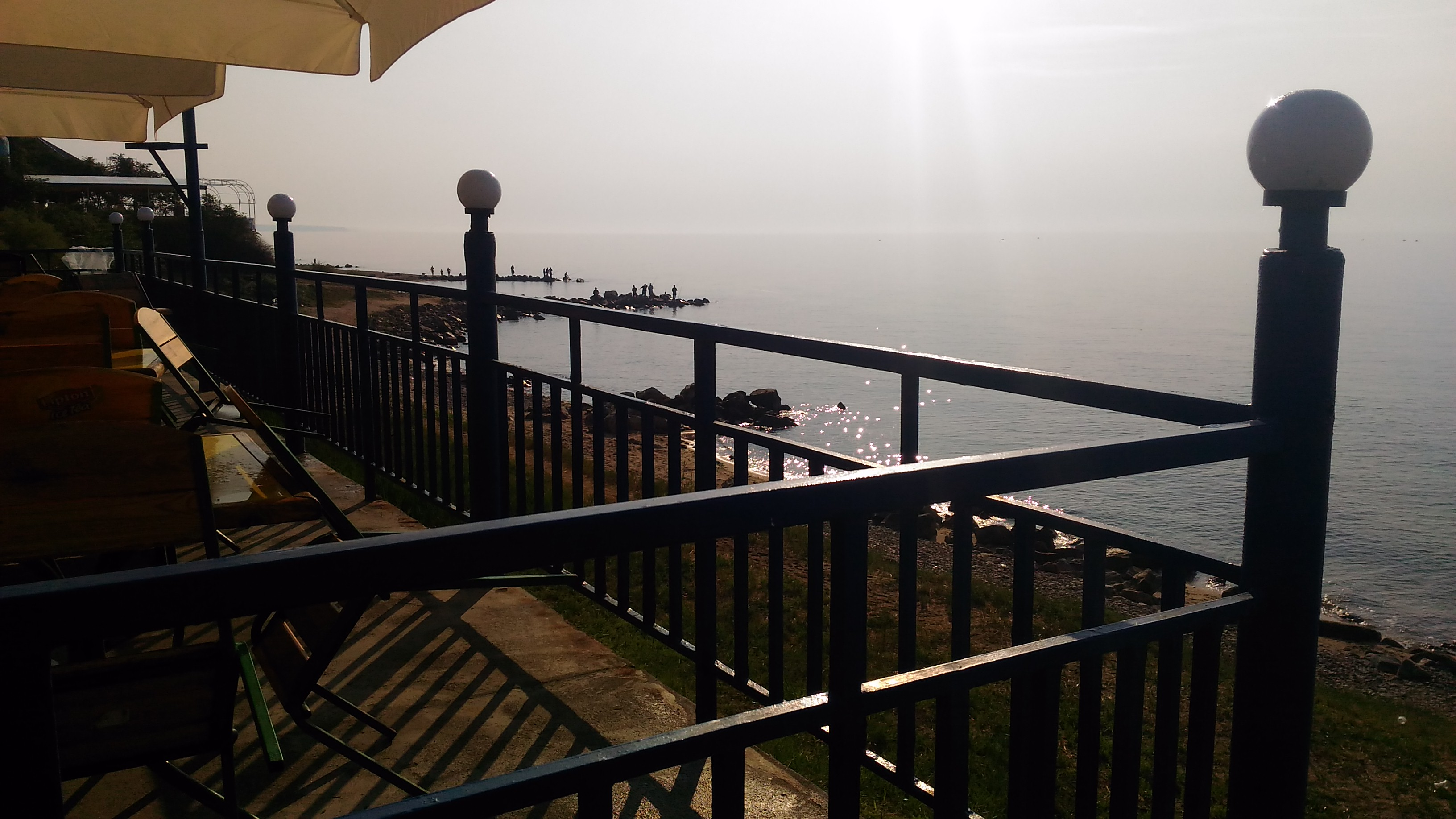
вид на море с террасы в Новопетровке
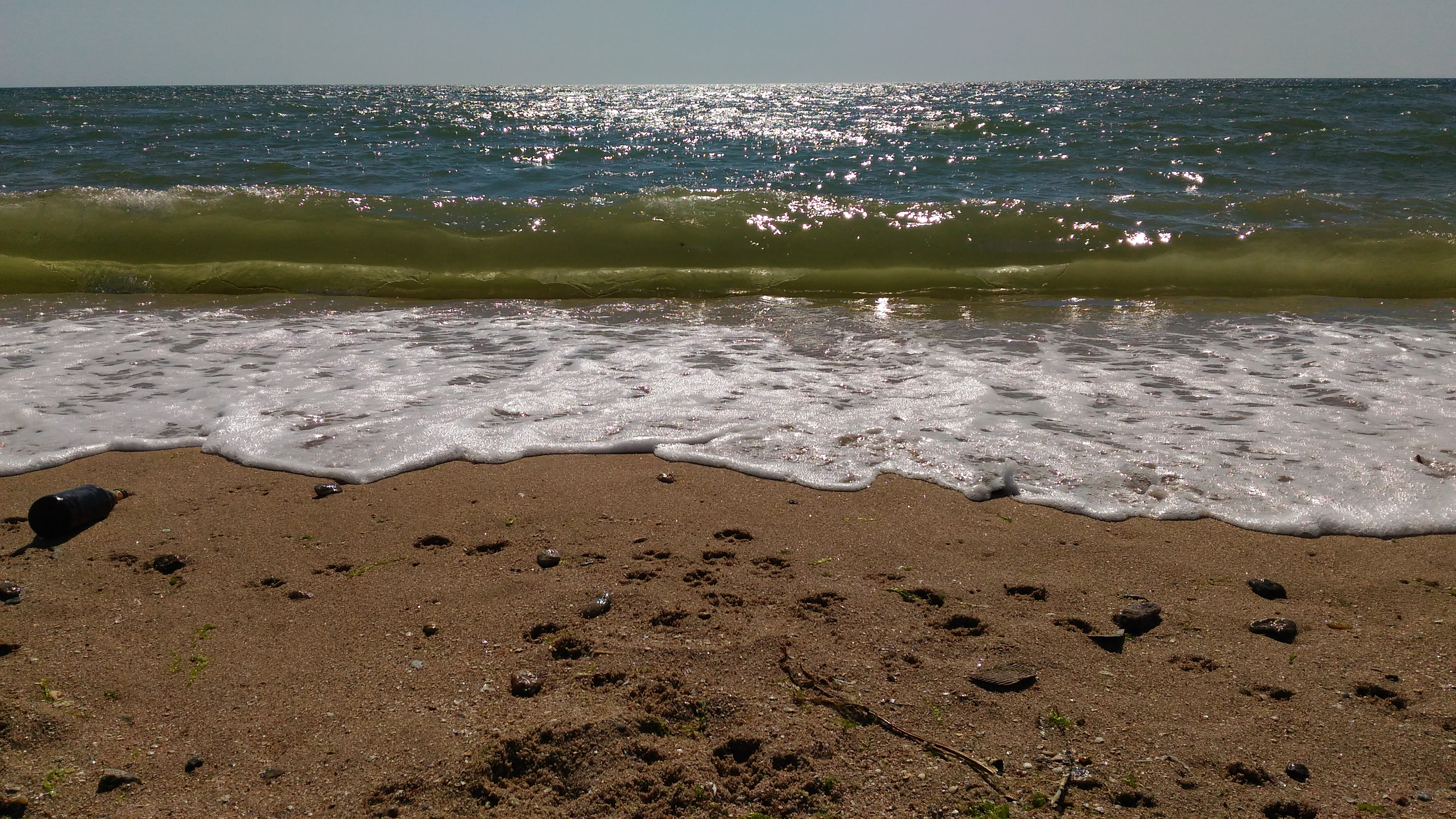
Море летом. пляж в Новопетровке.
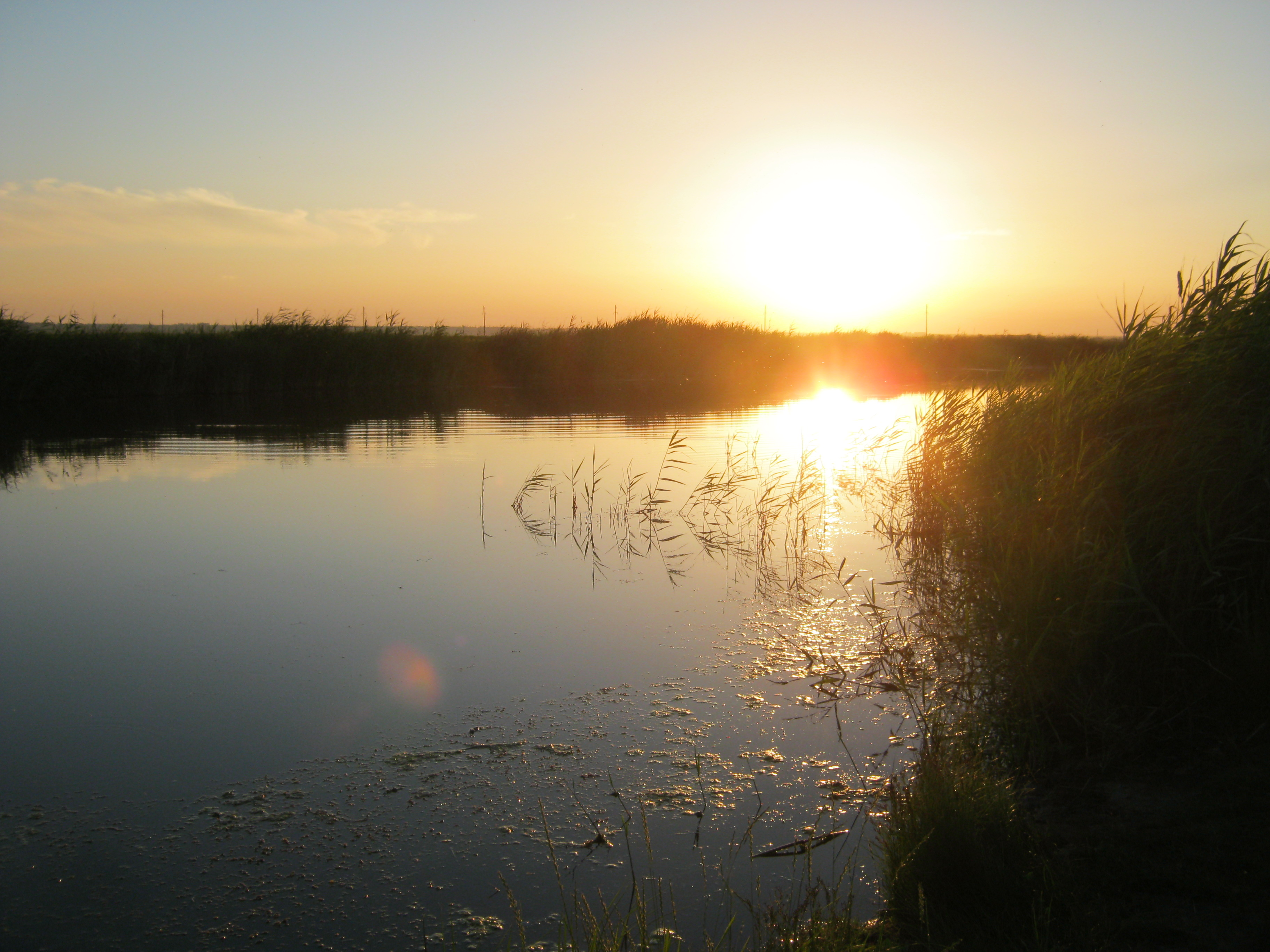
Закат на реке Берда возле Новопетровки.
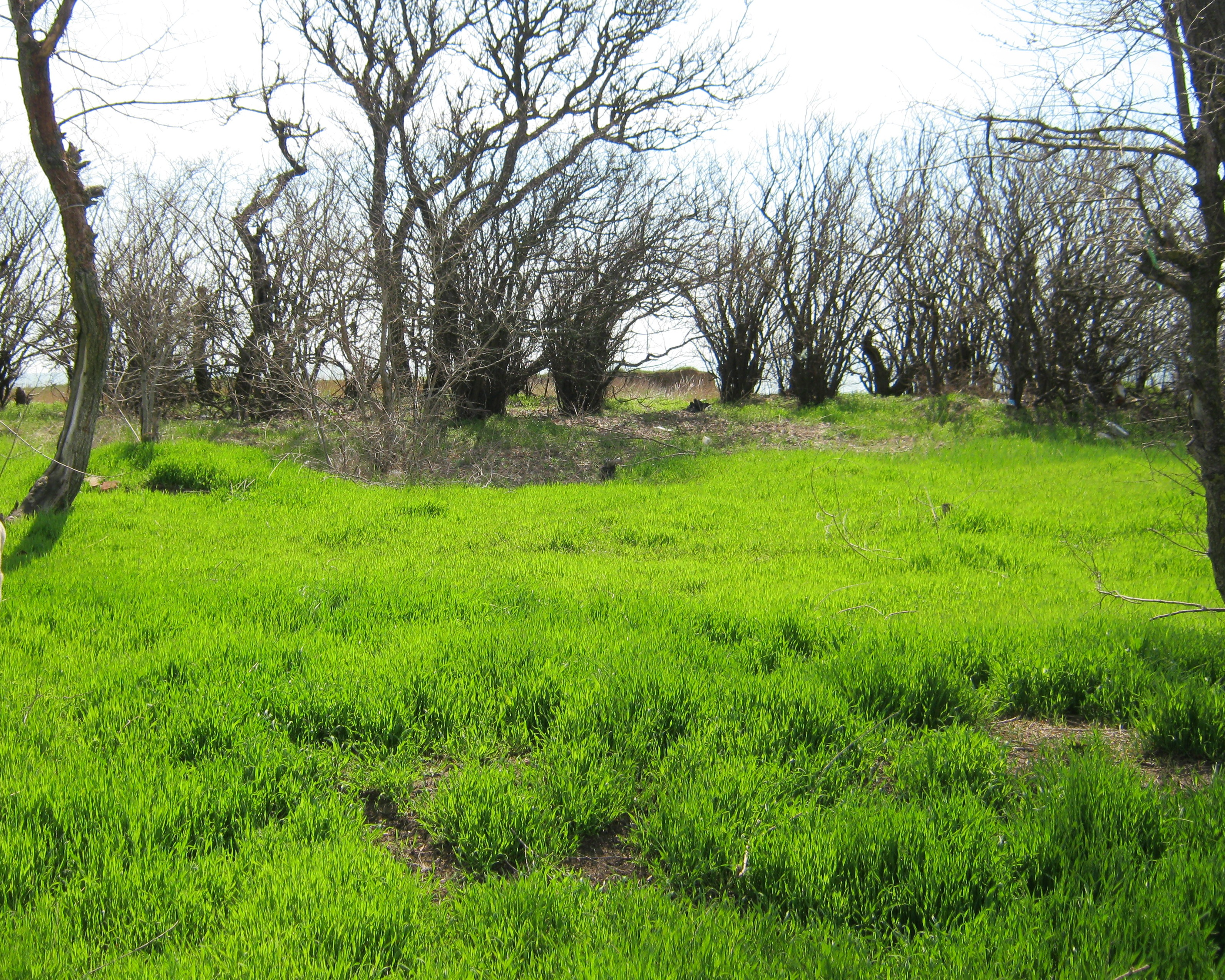
возле лодочной станции под Новопетровкой
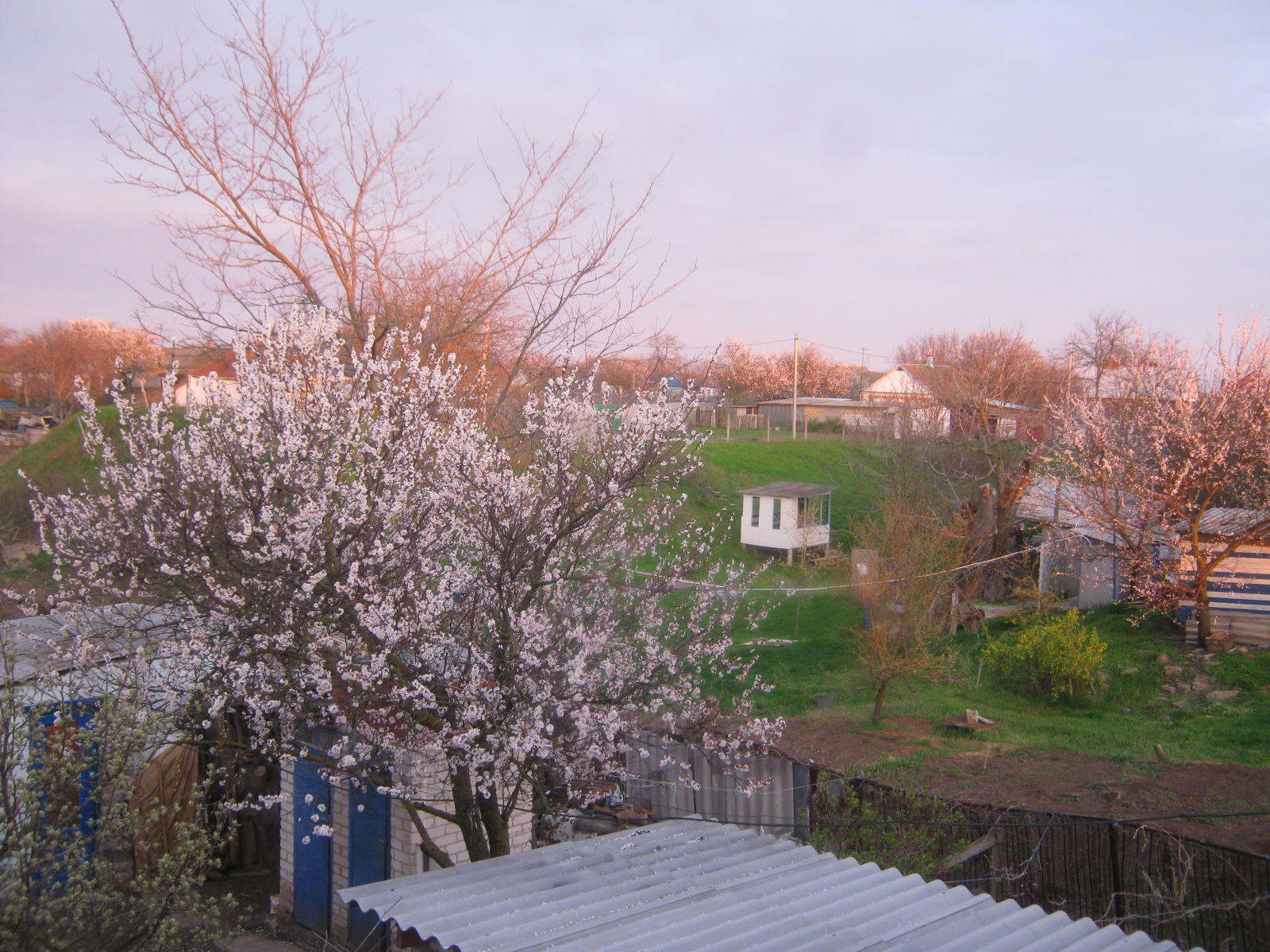
Абрикосы цветут. Новопетровка.
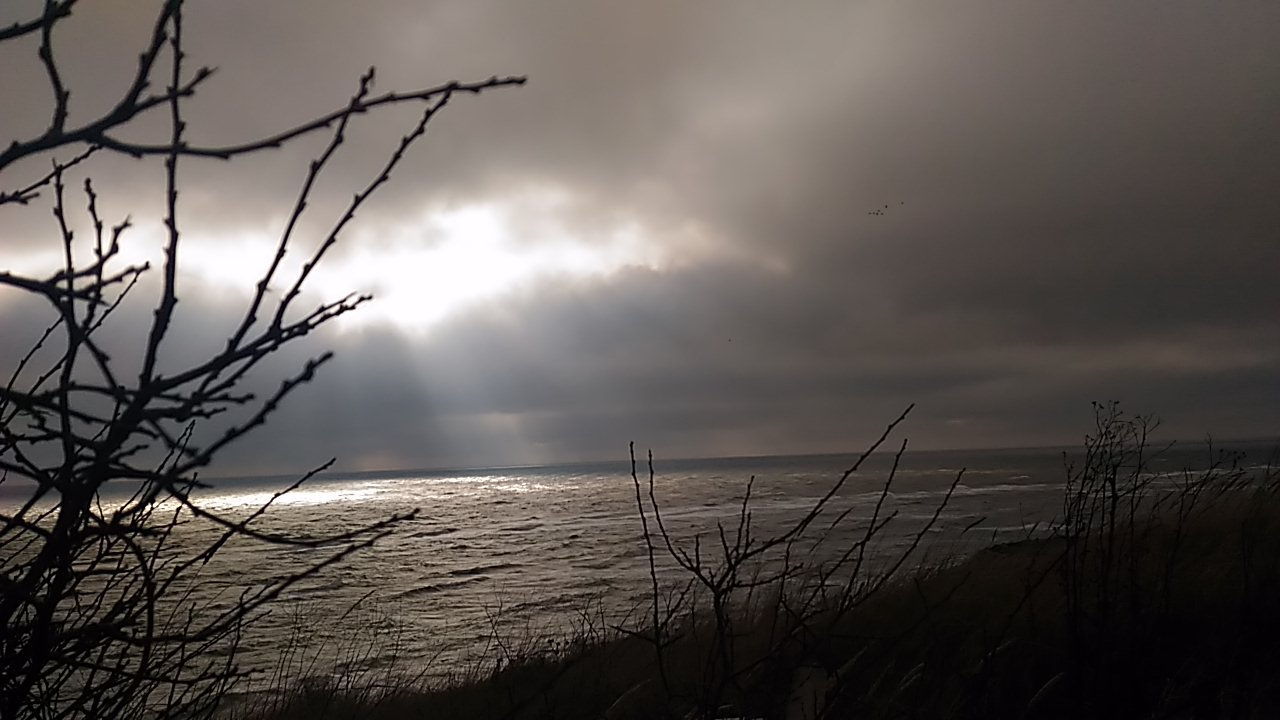
шторм возле Новопетровки
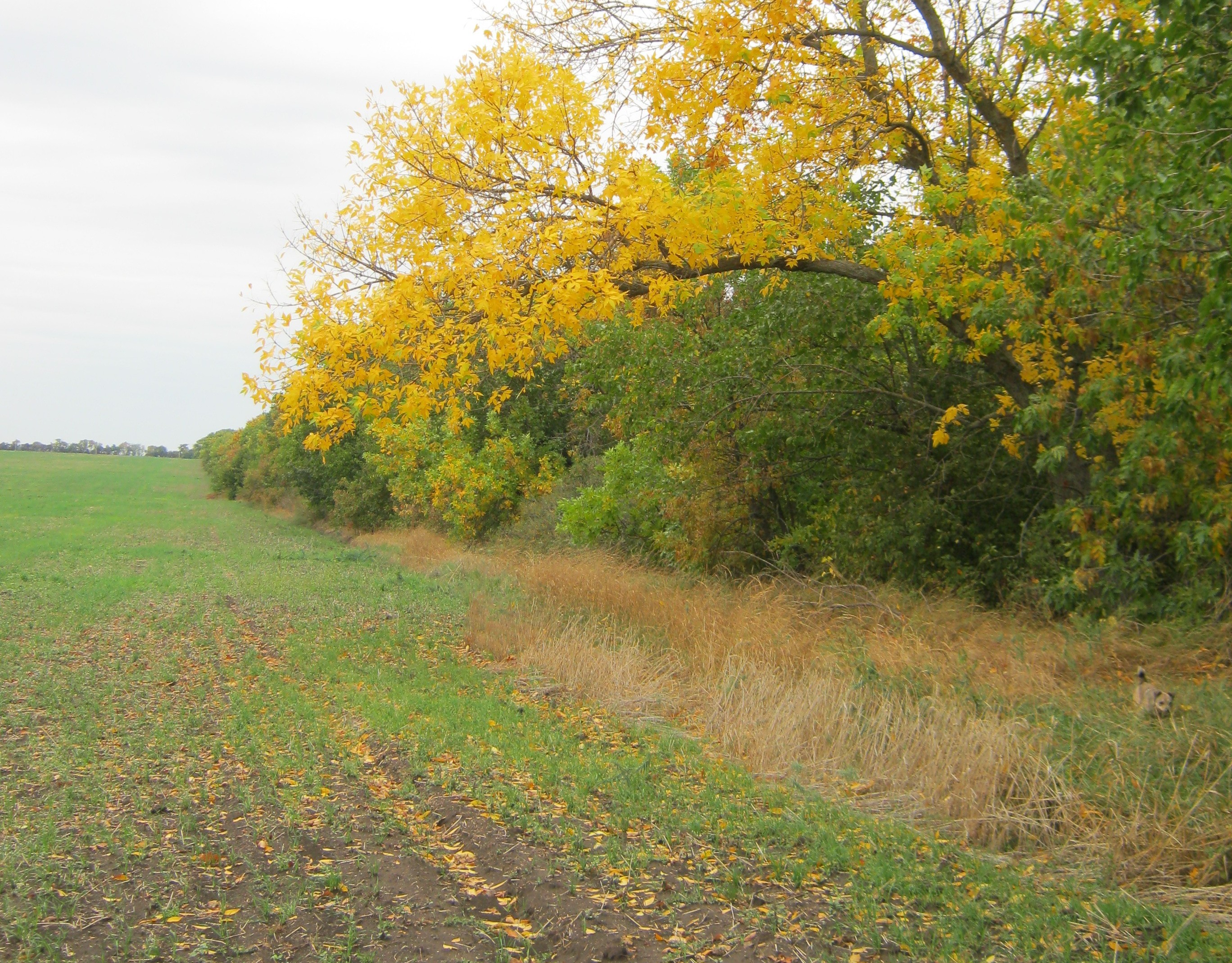
осенью возле Новопетровки
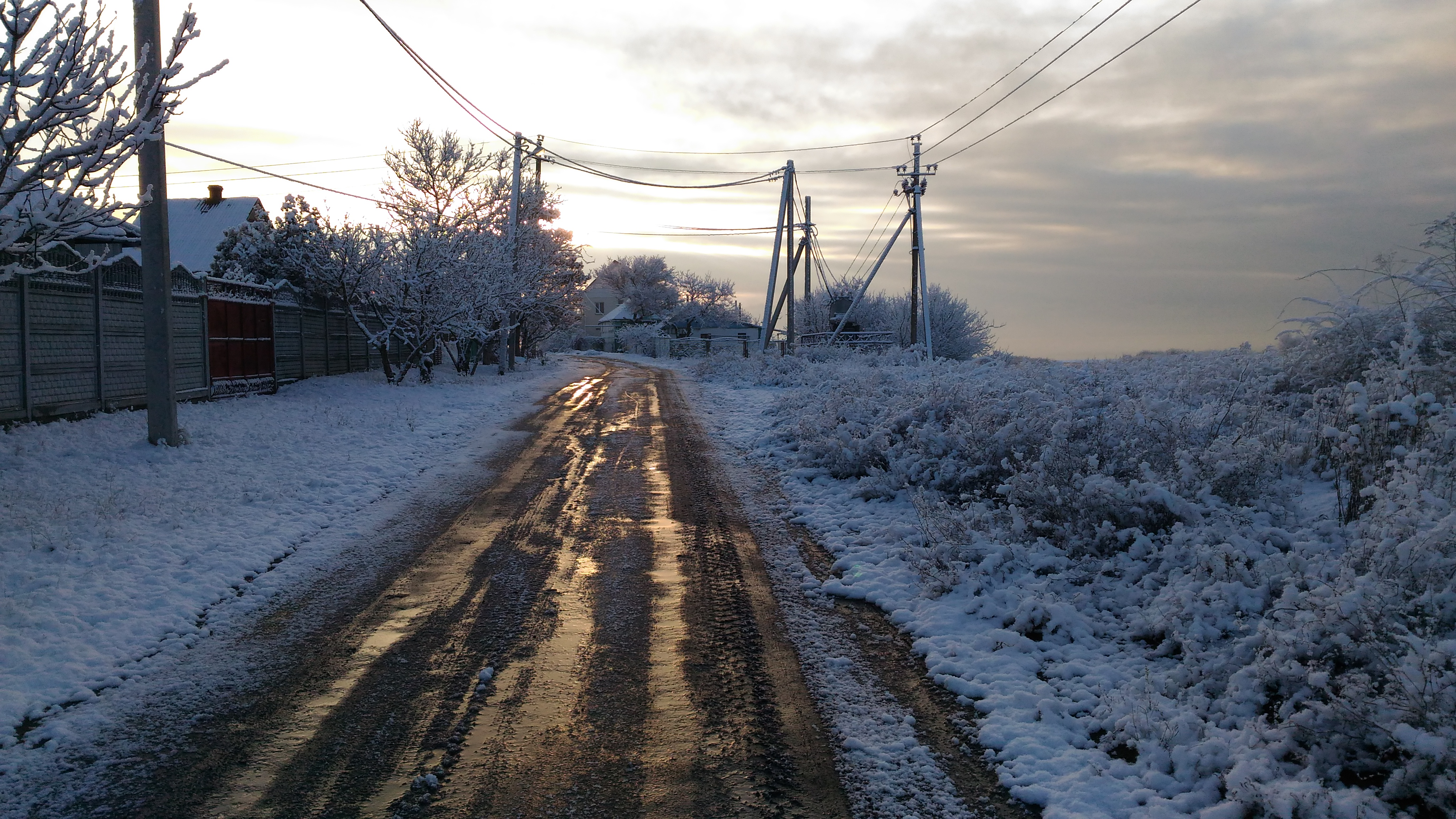
улица Набережная возле моря, Новопетровка